# سلچه
شهر سلچه (به رومانیایی: Salcea) در شهرستان سوچاوا در کشور رومانی واقع شده‌است. جمعیت این شهر ۸٬۷۱۹ نفر  است.